# Primera toma de Las Tunas
La Primera toma de Las Tunas fue un hecho militar que tuvo lugar el 16 de agosto de 1869 en Las Tunas, Oriente cubano, en el contexto de la Guerra de los Diez Años (1868-1878). 

## Contexto histórico
El 10 de octubre de 1868, los independentistas cubanos, encabezados por Carlos Manuel de Céspedes (1819-1874), se levantaron en armas contra el colonialismo español en el Oriente de Cuba. 
El patriota cubano Vicente García fue uno de los que encabezó al grupo de tuneros que se unió al alzamiento. En esos primeros meses de la que llegaría a conocerse como la Guerra de los Diez Años (1868-1878), García fue nombrado Mayor general del Ejército Libertador de Cuba, grado máximo de dicho ejército. 
En la primera fase de la guerra, los mambises cubanos intentaron liberar al país progresivamente mediante la toma de las principales ciudades y villas de las regiones que se encontraban en guerra. Una de esas poblaciones era la, por entonces pequeña, ciudad de Las Tunas, cuna del General García y varios de sus principales seguidores. 

## Primera toma e incendio de Las Tunas
Hacia el verano de 1869 parecía propicio intentar tomar dicha ciudad, por lo que el General García y sus tropas decidieron intentarlo. El 16 de agosto de ese año, las fuerzas independentistas cubanas, encabezadas por el Mayor general Manuel de Quesada, lanzaron un fuerte ataque sobre la pequeña ciudad y lograron tomar una buena parte de esta. 
Sin embargo, las fuerzas españolas consiguieron resistir y los cubanos se vieron forzados a retirarse, no sin antes incendiar la zona de la ciudad que se encontraba bajo su control. 

## Tomas e incendios posteriores
Esta fue la primera toma de la ciudad, por parte de los independentistas cubanos, la cual sería retomada e incendiada nuevamente por el Mayor general Vicente García en septiembre de 1876, hacia finales de la guerra, que terminó en 1878. 
Posteriormente, durante la Guerra Necesaria (1895-1898), otro Mayor general cubano, Calixto García, volvería a tomar la ciudad en agosto de 1897 y la incendió nuevamente. 